# RwandAir
RwandAir es una aerolínea con base en Kigali, Ruanda. Es la aerolínea de bandera efectuando vuelos al sur y el este de África. Su principal base de operaciones es el Aeropuerto Internacional de Kigali. La aerolínea efectúa vuelos con aviones subalquilados.

## Historia
Rwandair Express fue fundada en 2003 tras la unión entre el Gobierno de Ruanda (77%) y Silverback Cargo Freighters (23%). Comenzó a operar el 27 de abajo de 2003. inicialmente alquiló un Boeing 737-500 de la aerolínea danesa Maersk Air. El Boeing 737 retornó a Maersk Air en mayo de 2004. Este fue reemplazado por un McDonnell Douglas MD-82 (3D-MDJ) alquilado de JetAfrica en junio de 2004. Sin embargo, mientras efectuaba un vuelo a los Países Bajos para Acvila Air (Rumanía), el avión fue paralizado. Esto fue debido a los diversos problemas técnicos con el resultado de que Acvila Air y JetAfrica no fuesen admitidas en territorio holandés. Rwandair Express reemplazó el avión con un MD-82 (YR-MDL) alquilado de Acvila Air. En 2006, Rwandair alquiló un Bombardier Dash 8-200Q de la aerolínea de Etiopía, Trans Nation Airways (TNA).
En abril de 2007 Rwandair Express alquiló un Boeing 737-500 de Air Malawi. Este avión fue detenido en el Aeropuerto de Kigali, aparentemente como parte de una disputa de contrato. En noviembre de 2008, Rwandair llegó a un acuerdo para alquilar un Boeing 737-500 de Air Namibia, que permitió a Rwandair retomar los vuelos a Johannesburgo, que se habían cancelado en abril de 2008. 
Rwandair es miembro de IATA.
Rwandair Express ha perdido el acuerdo de código compartido con Kenya Airways en la ruta Nairobi/Kigali.  Rwandair ha expresado su intención de retomar los acuerdos de código compartido y ampliar vuelos a Nairobi.
En diciembre de 2008, Rwandair Express planeaba ampliar su red de rutas regionales para incluir destinos como Dar-es-Salaam, Addis Abeba, Mwanza, Lusaka y Kinshasa.

## Destinos
RwandAir opera a los siguientes destinos (excluyendo destinos en código compartido) (en agosto de 2020):

### África
- Benín
  - Cotonú - (Aeropuerto de Cotonú-Cadjehoun) Hub
- Burundi
  - Buyumbura - (Aeropuerto Internacional de Buyumbura)
- Camerún
  - Duala - (Aeropuerto Internacional de Duala)
- Costa de Marfil
  - Abiyán - (Aeropuerto Port Bouet)
- Etiopía
  - Adís Abeba - (Aeropuerto Internacional Bole)
- Gabón
  - Libreville - (Aeropuerto Internacional de Libreville-Leon M'ba)
- Ghana
  - Acra - (Aeropuerto Internacional de Kotoka)
- Guinea
  - Conakri - (Aeropuerto Internacional de Conakri)
- Nigeria
  - Abuya - (Aeropuerto Internacional Nnamdi Azikiwe)
  - Lagos - (Aeropuerto Internacional Murtala Mohammed)
- Kenia
  - Mombasa - (Aeropuerto Internacional Moi)
  - Nairobi - (Aeropuerto Internacional Jomo Kenyatta)
- Malí
  - Bamako - (Aeropuerto Internacional de Bamako-Sénou)
- República Democrática del Congo
  - Kinshasa - (Aeropuerto N'djili)
- República del Congo
  - Brazzaville - (Aeropuerto Maya-Maya)
- Ruanda
  - Bugesera - (Aeropuerto Internacional de Bugesera)
  - Cyangugu - (Aeropuerto Kamembe)
  - Kigali - (Aeropuerto Internacional de Kigali) Hub
- Senegal
  - Dakar - (Aeropuerto Internacional Blaise Diagne)
- Sudáfrica
  - Ciudad del Cabo - (Aeropuerto Internacional de Ciudad del Cabo)
  - Johannesburgo - (Aeropuerto Internacional de Johannesburgo-Oliver Reginald Tambo)
- Sudán del Sur
  - Yuba - (Aeropuerto Internacional de Yuba)
- Tanzania
  - Dar es-Salam - (Aeropuerto Internacional Julius Nyerere)
  - Kilimanjaro - (Aeropuerto Internacional del Kilimanjaro)
- Uganda
  - Entebbe - (Aeropuerto Internacional de Entebbe)
- Zambia
  - Lusaka - (Aeropuerto Internacional de Lusaka)
- Zimbabue
  - Harare - (Aeropuerto Internacional de Harare)

### Asia
- China
  - Cantón - (Aeropuerto Internacional de Cantón-Baiyun)
- Emiratos Árabes Unidos
  - Dubái - (Aeropuerto Internacional de Dubái)[4]
- India
  - Bombay - (Aeropuerto Internacional Chhatrapati Shivaji)
- Israel
  - Tel Aviv - (Aeropuerto Internacional Ben Gurión)

### Europa
- Bélgica
  - Bruselas - (Aeropuerto de Bruselas)
- Francia
  - París - (Aeropuerto de París-Charles de Gaulle)
- Reino Unido
  - Londres - Aeropuerto de Londres-Heathrow

## Flota

### Flota Actual
En septiembre de 2023, Rwandair posee los siguientes aviones: